# Levu patolai
Levu patolai är en insektsart som beskrevs av Bernhard Zelazny 1981. Levu patolai ingår i släktet Levu och familjen Derbidae. Inga underarter finns listade i Catalogue of Life.